# Arado Ar 65
Arado Ar 65 (Арадо Ар 65) е германски боен самолет от периода между двете световни войни. Това е първият немски сериен изтребител след Първата световна война, както и първият изтребител във възстановените след Ньойския договор Въздушни на Н. В. войски в България.

## Създаване, развитие и производство
Сключеният след Първата световна война Версайски договор забранява на Германия да притежава военна авиация, но във възраждащата се след войната държава полулегално се работи по възстановяването на този род войски. Под прикритието на транспортни, пощенски и спортни самолети се разработват нови образци бомбардировачи и изтребители. Едни от най-активните фирми, работещи в тази насока са Ernst Heinkel Flugeugwerke и Arado Handelsgeselschaft GmbH. Във фирмата Arado през 1929 г. през 1929 г. е конструиран спортния самолет SD II, който е сметнат за достатъчно перспективен и на негова основа през 1930 г. е създаден изтребителя Ar 64 – биплан с 9-цилиндров звездообразен двигател Bristol Jupiter и четирилопатно витло. Почти веднага след това на базата на Ar 64 е конструиран и Ar 65, чиято основна отлика от базовия Ar 64 е редовият двигател с водно охлаждане BMW VI. Изпитанията започват през 1931 г. и след няколко опитни варианта и редица подобрения, самолетът влиза в серийно производство като Ar 65E. Малко по-късно се появява и модификацията Ar 65F, на която е монтирана радиостанция и се внесени промени в оборудването. Това довежда до нарастването на масата на самолета с 40 kg, но не влошава забележимо характеристиките му. Ar 65 е произвеждан до пролетта на 1936 г. в заводите във Варнемюнде, когато е заменен от по-модерния Ar 68.

## Кратко техническо описание
Ar 65 представлява биплан със смесена (дърво/метал) конструкция. Кабината е едноместна и открита, колесникът е неприбираем. Двигателят е редови 12-цилиндров BMW VI с водно охлаждане с двулопатно витло с фиксирана стъпка. Тялото е с елиптично сечение, изградено от стоманени тръби, върху които са наложени дървени летви; крилата са от дърво. Обшивката около двигателя и кабината е от дуралуминиева ламарина, останалата е платнена, с изключение на атакуващия ръб на крилата, където е от шперплат.

## Ar 65 в Германия
Първият Ar 65 постъпва на въоръжение в края на 1933 г. в една от демонстрационните групи на т. нар. „Управление на демонстрационните полети“, базирана на летище Берлин-Щаакен. Предвижда се Управлението на демонстрационните полети да създаде три „рекламни ескадрили“ и първата (демонстрационната група от Берлин-Щаакен) е сформирана на 1 април 1934 г. в Дьобериц; на 14 март 1935 г. тази ескадрила става изтребителна ескадра JG 132 (по-късно JG 2). Изтребителите Ar 65 са използвани в JG 132 до 1936 г., когато са заменени от по-модерните Heinkel He 51, а самолетите Arado са предадени като учебни машини в изтребителната школа „Шлайхсхайм“. Част от тях са използвани и в първата част, въоръжена с пикиращи бомбардировачи, I/StG 162.

## Ar 65 в България
През 1936 г., по време на официална визита в София, Херман Гьоринг, в качеството си на главнокомандващ Луфтвафе, подарява на българския цар Борис III 12 изтребителя Arado Ar 65 и 12 бомбардировача Dornier Do 11 (в България „Прилеп“), като всичките 24 самолета са втора употреба. На 27 юни 1937 г., при освещаването и връчването на бойните знамена на новосформираните авиационни части, Борис III подарява от своя страна самолетите на българските летци. Изтребителите Arado Ar 65 получават номенклатурния номер 7027 и името „Орел“ (Самолет 7027 „Орел“). В официалните документи не е обозначено от кой вариант са предадените на България машини, но на запазените фотографии се виждат лъчеви антени на радиостанции, поради което се съди, че това са Ar 65F.
Първоначално изтребителите са зачислени към Първи орляк, базиран при Божурище, но по-късно със заповед от 15 юни 1937 г. самолетите са прехвърлени във Втори армейски орляк в Пловдив. През 1939 г. са предадени на новосъздадената там Школа за висш пилотаж, прераснала в 1940 г. в Изтребителна школа и преместена на летище Долна Митрополия и в която изтребителите Ar 65 са използвани като учебни машини. Самолетите Arado Ar 65 се експлоатират до края на 1943 г., последните са изведени от въоръжение през 1944 г.